# Tadanori Koshino
Tadanori Koshino (jap. 越野 忠則 Koshino Tadanori; ur. 3 kwietnia 1966 w Shiranuce) – japoński judoka. Brązowy medalista olimpijski z Barcelony.
Zawody w 1992 były jego jedynymi igrzyskami olimpijskimi. Zajął trzecie miejsce w wadze do 86 kilogramów. Zdobył dwa medale mistrzostw świata. triumfując w 1991 i zajmując drugie miejsce w 1989 w wadze do 60 kilogramów. Zwyciężał w igrzyskach azjatyckich w 1990 i w mistrzostwach Azji w 1988 oraz trzykrotnie był mistrzem kraju seniorów.